# ストレンジャー・ザン・パラダイス
『ストレンジャー・ザン・パラダイス』（Stranger Than Paradise）は、1984年製作のアメリカ映画。監督・脚本はジム・ジャームッシュ。

## 概要
ジム・ジャームッシュが監督した長編映画第2作であり、商業映画としては初の監督作品となった。全編を通してモノクロで撮られたデッドパン（無表情）喜劇である。ワンシーン、ワンカット、固定カメラで撮影された。構成は全部で3つに分かれ、ニューヨークを舞台にする『The New World,』、クリーブランドを舞台とする『One Year Later,』、フロリダを舞台とする『Paradise,』より成る。
ヴィム・ヴェンダースから『ことの次第』の撮影で余った40分ほどのフィルムをプレゼントされ、第一部『The New World,』を作る。フィルムを無駄にしないために入念なリハーサルを行いながら撮影された。1983年ロッテルダム国際映画祭で第一部の上映後、ポール・バーテルから資金提供を受けて第二部、第三部が作られた。
主演のジョン・ルーリー、助演のリチャード・エドソンは共にミュージシャンでもあり、ジョン・ルーリーはジャズバンド「ラウンジ・リザーズ」のサックス担当、リチャード・エドソンはロックバンド「ソニック・ユース」のドラマーでもあった。一方、エスター・バリントは父親のステファン・バリントが創設したアバンギャルド劇団スクワットシアターのメンバーであり、出演陣の中では最も演技経験が長かった。
主題曲及び劇中曲はスクリーミン・ジェイ・ホーキンズの「I Put a Spell on You」。劇伴はパラダイス・カルテットによる弦楽器四重奏で、ジョン・ルーリーが作曲した。
日本語版の字幕は戸田奈津子が担当した。

吹き替え版は2024年時点で存在していない。

## ストーリー

### The New World
ハンガリー出身で、今はニューヨークでギャンブラーとして生計を立てているウィリー（ジョン・ルーリー）の元に、クリーブランドに住むロッテおばさん（セシリア・スターク）から電話があり、おばさんが入院する10日間、ブダペストから来た従妹のエヴァ（エスター・バリント）を渋々預かることになる。
両手に荷物を下げながらウィリーの部屋にやって来るエヴァ。狭いワンルームに従妹とはいえ男女、しかも自我が強い者同士が住むのはうまく行くはずがなかった。風変わりなエヴァと無愛想なウィリーのあいだではなかなか会話がかみ合わない。「ある地区へは危険だから行くな」とウィリーが忠告しても、エヴァは聞く耳を持たずに行ってしまう始末。
そんな中、ウィリーの相棒エディ（リチャード・エドソン）が部屋に遊びに来る。つっけんどんなウィリーと違い、親しみやすい性格のエディ。二人は競馬に出かけるが、エヴァは連れて行ってもらえない。
ある日エヴァが掃除機をかけたいと言うと、ウィリーは「ここでは掃除機をかけるとは言わずワニを窒息させると言う」とジョークを言う。エヴァは「じゃあ窒息させる」とノリで返す。また別の日にはウィリーの好きなTVディナー（冷凍ワンプレート）やタバコを、お金を使わずに調達してくるエヴァ。そんな日々を過ごすうちにウィリーとエヴァはお互いが似たような感覚を持っていることがわかり、打ち解けていく。
ある日、ウィリーはエヴァにドレスをプレゼントするが、どうやら彼女の趣味には合わなかった様子。そしてエヴァが部屋を去るクリーブランド行きの日、彼女はそれを着てアパートを出て行くが、路地裏ですぐに脱ぎ捨てる。そこをエディに目撃されるが、構わず別れを告げて立ち去る。そのままウィリーの部屋を訪問するエディ。エヴァにドレスをプレゼントしたことを嬉しそうに語るウィリーを前に、エディは微笑むしかなかった。

### One Year Later
1年後、エディといかさまポーカーで儲けたウィリーは、共に車で雪に覆われたクリーブランドまでエヴァに会いに行く。まずロッテおばさんを訪ねると、エヴァはホットドッグ店でアルバイト中だと言う。こっそりホットドッグ店を訪ねるとエヴァは驚き、二人との再会を大いに喜ぶ。
エヴァにはビリーという恋人もいるが、どこかしっくり行っているようには見えない。映画デートの際、ニューヨークからやってきた男二人がついてきて、おまけに映画代も払わされるビリー。二人の訪問は完全にビリーの不満を買ったようだ。そんなことは気にも止めずウィリーとエディは数日を過ごすが、雪に閉ざされたクリーブランドに退屈し、ニューヨークへ帰ることにする。同時にエヴァも「ここは退屈」と漏らす。
ウィリーとエディがニューヨークに帰る日、エヴァは「競馬で儲けたらわたしをさらいに来て」とジョークを言い、二人を見送る。

### Paradise
出発したあとウィリーは突如としてフロリダへ行くことを思いつき、エヴァも連れて行くと提案する。そしてすぐに引き返し、ロッテおばさんの猛烈な反対を押し切って、エヴァを連れてフロリダへ向かう。
バカンスを求めてフロリダにやってきた3人は安モーテルに泊まる。明日は競馬に挑もうとするウィリーにドッグレースを提案するエディ。彼が言うには「イケそうな気がする」。翌朝エヴァが目覚めるとウィリーとエディがいない。どうやら二人だけでドッグレースに行ったようだ。苛立ちを抑えながら待っていると、二人は大損して戻りバカンスどころではなくなる。怒り心頭のウィリー、言い訳するエディ、取り残されたエヴァの仲は険悪になる。
ウィリーは馬ならうまく行くと、今度は競馬に挑む事に決める。ついて行こうとするエヴァを、またもやモーテルに取り残すウィリー。さすがにここで仲違いになり、二人は行ってしまう。
仕方なくエヴァは海岸をうろつくが、そこで麻薬の売人に見間違われ、大金を手渡される。驚きつつも急いでモーテルに帰り、エヴァは書き置きの用意を始める。
やっと競馬で大儲けに成功したウィリーとエディが意気揚々とモーテルに帰ってくると、そこには「空港へ行く」との書き置きと大量の金が置いてあり、エヴァの姿はなかった。二人は慌てふためく。
急いで空港に向かう二人。空港でウィリーは搭乗券を買い、出発直前の飛行機の中までエヴァを呼び戻しに行こうとする。空港の外で待っていたエディは、ウィリーを乗せたままブダペストへと飛んで行く飛行機を見送り、呆れながらも車でニューヨークへ帰って行く。その頃エヴァは飛行機に乗ることなく、ただ独りモーテルに戻って来るのだった。

## 出演
- ウィリー／ジョン・ルーリー
- エヴァ／エスター・バリント
- エディ／リチャード・エドソン
- ロッテおばさん／セシリア・スターク
- ビリー／ダニー・ローゼン
- 札束を持つ男／ラメルジー
- 空港のスタッフ／トム・ディチロ
- 工場労働者／リチャード・ボーズ
- ポーカーの男達／ロケッツ・レッドグレア、ハーヴェイ・パー、ブライアン・J・バーチル
- 帽子の女／サラ・ドライヴァー
- モーテルのオーナー／ポール・スローン

## 受賞
- 第37回カンヌ国際映画祭（カメラ・ドール／新人監督賞) (1984)
- 第39回ロカルノ国際映画祭（金豹賞）（1984）
- 第19回全米映画批評家協会賞（最優秀作品賞） (1984)
- 1985年サンダンス映画祭特別審査員賞
- 1986年キネマ旬報外国映画ベストテン・ベストワン

- ベルギー映画批評家協会グランプリ
- 2002年アメリカ国立フィルム登録簿登録

## その他
- ニューヨークの部屋でウィリーとエヴァが見ているのは、映画「禁断の惑星」。
- エヴァが電話の相手を「クーガイ」と呼んでいるのは「CoolGuy」を聞き違えているため。

- エディが読み上げる競走馬の名前は「Late Spring」「Passing Fancy」「Tokyo Story」。
- ホットドッグ店で後ろに座っている客はジム・ジャームッシュである。当初、ジャームッシュ扮する客が、注文したホットドッグじゃないとクレームを入れるシーンがあったが、カットされた。
- クリーブランドのホットドッグ店は現在は「East Coast Frozen Custard」として営業している。

- ロッテおばさん役のセシリア・スタークは84歳で映画初出演であった。プロデューサーのジム・スタークの祖母で実際にクリーブランド在住だった。
- エスター・バリントは札束を持つ男役ラメルジーの「Beat Bop」でバイオリンを演奏している。
- フロリダのモーテル「Surfcaster Motel」は現在も営業している。
- 黒澤明が選んだ100本の映画の中の一つ。[2]

## サウンドトラック
- 『ストレンジャー・ザン・パラダイス』 ジョン・ルーリー　- Stranger Than Paradise and The Resurrection of Albert Ayler (1985)